# 나눔 0700
《나눔 0700》은 EBS 1TV에서 매주 토요일 오전 11시 25분에 방송되는 교양 프로그램이다. 전신격 프로그램인 《효도우미 0700》에서 후원대상을 노인에서 어린이, 장애인, 사회 취약계층 전반으로 확대하였다.

## 방송 시간
| 방송 채널 | 방송 기간                          | 방송 시간                                        |
| --------- | ---------------------------------- | ------------------------------------------------ |
| EBS 1TV   | 2010년 9월 4일 ~ 2011년 2월 26일   | 매주 토요일 오후 4시 10분 ~ 저녁 5시 (50분)      |
| EBS 1TV   | 2011년 6월 4일 ~ 2011년 8월 27일   | 매주 토요일 오후 4시 10분 ~ 저녁 5시 (50분)      |
| EBS 1TV   | 2011년 3월 5일 ~ 2011년 5월 28일   | 매주 토요일 오후 4시 30분 ~ 저녁 5시 20분 (50분) |
| EBS 1TV   | 2011년 9월 3일 ~ 2012년 2월 25일   | 매주 토요일 오후 4시 30분 ~ 저녁 5시 20분 (50분) |
| EBS 1TV   | 2012년 3월 3일 ~ 2015년 2월 28일   | 매주 토요일 오후 3시 50분 ~ 4시 40분 (50분)      |
| EBS 1TV   | 2015년 3월 7일 ~ 2016년 2월 27일   | 매주 토요일 오후 2시 30분 ~ 3시 (30분)           |
| EBS 1TV   | 2016년 3월 5일 ~ 2017년 9월 30일   | 매주 토요일 오후 2시 30분 ~ 3시 10분 (40분)      |
| EBS 1TV   | 2017년 10월 14일 ~ 2019년 8월 24일 | 매주 토요일 오후 2시 30분 ~ 3시 10분 (40분)      |
| EBS 1TV   | 2017년 10월 7일                    | 매주 토요일 낮 12시 ~ 12시 40분 (40분)           |
| EBS 1TV   | 2019년 8월 31일 ~ 2020년 6월 6일   | 매주 토요일 오후 1시 30분 ~ 2시 (30분)           |
| EBS 1TV   | 2020년 6월 13일 ~ 2021년 3월 27일  | 매주 토요일 오후 2시 20분 ~ 2시 50분 (30분)      |
| EBS 1TV   | 2021년 4월 3일 ~ 2021년 8월 28일   | 매주 토요일 오전 10시 30분 ~ 11시 (30분)         |
| EBS 1TV   | 2021년 9월 4일 ~ 2021년 12월 11일  | 매주 토요일 오전 11시 20분 ~ 11시 50분 (30분)    |
| EBS 1TV   | 2021년 12월 18일 ~ 2022년 2월 26일 | 매주 토요일 오전 11시 15분 ~ 11시 45분 (30분)    |
| EBS 1TV   | 2022년 3월 5일 ~ 2023년 4월 1일    | 매주 토요일 오전 9시 45분 ~ 10시 15분 (30분)     |
| EBS 1TV   | 2023년 4월 8일 ~ 현재              | 매주 토요일 오전 11시 25분 ~ 11시 55분 (30분)    |

## 같이 보기
관련 항목
- 나눔

방송 프로그램
- 사랑의 리퀘스트 (KBS 협력 제작국 제작)
- 희망풍경, 효도우미 0700 (EBS 1TV)
- 세상에서 가장 아름다운 여행 (SBS TV)
- 서인의 심야다방 (MBC 표준FM)
- 기도의 오솔길, 오늘의 강론 (월~토요일), 명동연가 (주말) (cpbc FM)